# 取手 (取手市)
取手（とりで）は、茨城県取手市の大字・町丁。現行行政地名は取手一丁目から取手三丁目及び取手。郵便番号302-0004。

## 地理
北は台宿、東、東は長兵衛新田、南東は小堀、南は千葉県我孫子市中峠、西は千葉県我孫子市青山、北西は新町、中央町に隣接している。
利根川左岸（北側）の飛地は北は白山、東は新町、南は千葉県我孫子市青山、南西は千葉県我孫子市北新田、西は稲、北西は西に隣接している。
丁番を持つ取手一丁目から三丁目と丁番を持たない区域に分かれている。丁番を持たない区域の殆どは、小堀とともに利根川の河川敷と飛地であり、取手緑地及び利根パークゴルフ場として利用されている。

### 飛地
利根川右岸（南側）と古利根沼の内側にあたる飛地の西半分ほどが該当する。利根パークゴルフ場や成田国際航空専門学校もこの飛地にある。東半分の小堀（おおほり）と合わせて、この飛地を「小堀地区」と称している。
この区域では、一部公共サービスの供給元が他の地域と異なっており、上下水道は我孫子市水道局、NTTの固定電話は千葉支店の管轄となっている。市外局番は「04（-71**）」である。

### 河川
- 利根川 - 小堀の渡し

## 小・中学校の学区
市立小・中学校に通う場合、学区は以下の通りとなる。
| 地域       | 小学校     | 中学校         |
| ---------- | ---------- | -------------- |
| 取手一丁目 | 取手小学校 | 取手第一中学校 |
| 取手二丁目 | 取手小学校 | 取手第一中学校 |
| 取手三丁目 | 取手小学校 | 取手第一中学校 |
| 大字       | 取手小学校 | 取手第一中学校 |

## 世帯数と人口
2017年（平成29年）7月1日現在の世帯数と人口は以下の通りである。
| 丁目・大字 | 世帯数    | 人口    |
| ---------- | --------- | ------- |
| 取手一丁目 | 350世帯   | 652人   |
| 取手二丁目 | 584世帯   | 1,270人 |
| 取手三丁目 | 342世帯   | 825人   |
| 取手       | 16世帯    | 31人    |
| 計         | 1,292世帯 | 2,778人 |

## 交通

### 鉄道
- JR東日本常磐線（快速・各駅停車）・関東鉄道 - 取手駅
駅の所在地は中央町だが、JR線の東口が当地に面している。

飛地は、常磐線天王台駅や成田線湖北駅など（いずれも我孫子市）が最寄となる。

### バス
取手駅から、井野団地循環、光風台団地・竜ヶ崎駅方面（関東鉄道）、利根町方面（大利根交通自動車）へのバス路線が通る。

### 道路
- 茨城県道11号取手東線
- 茨城県道170号我孫子利根線 ※飛地
- 茨城県道219号白山前取手線
- 茨城県道269号取手停車場線

## 施設
- 取手簡易裁判所
- 成田国際航空専門学校 ※飛地
- チューリップ幼稚園
- 利根パークゴルフ場
- 取手緑地
- 取手市立取手図書館
- 取手一丁目郵便局
- 取手市商工会
- 長禅寺 - 山号は大鹿山。承平元年（931年）に平将門が祈願寺として創建したと伝えられている[4]。
- 香取神社
- 念仏院

## 史跡
- 染野家住宅